# Sergio Cecotti
Sergio Cecotti (Udine, 1956) és un atleta i polític italià i escriptor en friülà. El 1974 fou recordman regional junior dels 800 metres d'atletisme.
El 1979 es graduà en física a la Universitat de Pisa i després col·laborà al CERN de Ginebra. El 1981-1982 treballà al laboratori de la Universitat Harvard, a la UCLA i al Centre Internacional de Física Teòrica (ICTP) de Trieste. Entre 1983 i 1988 ha publicat nombrosos estudis sobre la teoria no pertorbativa dels sistemes supersimètrics. Després ha estat investigador a la Universitat de Pisa i al SISSA de Trieste, on ha estudiat la teoria dels camps.
Després va ingressar a la Lliga Nord, amb la que fou elegit conseller regional a les eleccions regionals de Friül-Venècia Júlia de 1993, i fou nomenat president regional de 1995 a 1996. El 1998 fou escollit alcalde d'Udine per la Casa de les Llibertats, que va obtenir el 60,6% dels vots.
El 2001 fou nomenat president de l'Assemblea regional, i fou membre del comitè tècnic de la llei 482/99, de tutela de les minories lingüístiques de la regió. El 2003 trencà amb la Casa de les Llibertats i es presentà per una coalició de centre-esquerra a l'alcaldia d'Udine, i fou reescollit amb el 54,3% dels vots.

## Obres
- Kodaira-Spencer Theory of Gravity and Exact Results for Quantum String Amplitudes  amb Cumrum Vafa, Hiroshi Ōguri i Misha Bershadsky
- Il tierç lion i Il president, contes en friülà

| Precedit per: Enzo Barazza      | Alcaldes d'Udine 1998 - 2008                  | Succeït per: Furio Honsell    |
| Precedit per: Alessandra Guerra | Presidents de Friül-Venècia Júlia 1995 - 1996 | Succeït per: Giancarlo Cruder |